# Carson (Califòrnia)
Carson és una ciutat dels Estats Units a l'estat de Califòrnia. Segons el cens del 2008 tenia 92.366 habitants.

## Demografia
Segons el cens del 2000, Carson tenia 89.730 habitants, 24.648 habitatges, i 20.236 famílies. La densitat de població era de 1.838,9 habitants/km².
Per edats la població es repartia de la següent manera: un 28,4% tenia menys de 18 anys, un 9,9% entre 18 i 24, un 28,5% entre 25 i 44, un 22,5% de 45 a 60 i un 10,7% 65 anys o més.
L'edat mediana era de 34 anys. Per cada 100 dones de 18 o més anys hi havia 89,4 homes.
La renda mediana per habitatge era de 52.284 $ i la renda mediana per família de 54.886 $. Els homes tenien una renda mediana de 33.579 $ mentre que les dones 31.110 $. La renda per capita de la població era de 17.107 $. Entorn del 7,2% de les famílies i el 9,3% de la població estaven per davall del llindar de pobresa.

## Poblacions més properes
El següent diagrama mostra les poblacions més properes.